# 8416 Okada
8416 Okada (1996 VB8) là một tiểu hành tinh vành đai chính được phát hiện ngày 3 tháng 11 năm 1996 bởi S. Ueda và H. Kaneda ở Kushiro.